# Spannweite (Bauwesen)

Spannweite oder Stützweite bezeichnet im Bauwesen die Länge, die von einem Bauteil (Brücke, Gewölbe, Dach, Geschossdecke) zwischen den dieses Bauteil tragenden Elementen (Widerlager, Pfeiler, Säule, Stütze, tragende Mauer) ohne sonstige Unterstützung überspannt wird.
Bei Seilen und Ketten bezeichnet Spannweite die Länge zwischen den beiden Aufhängepunkten des Seiles bzw. der Kette.
Der Begriff ist aber nur scheinbar präzise. Sein Inhalt ändert sich je nach dem Zusammenhang, in dem er gebraucht wird. Die gelegentlich zentimetergenaue Angabe ist außerhalb der Statik deshalb meist irreführend.

## Baustatik

In der Baustatik bezeichnet Spannweite bzw. Stützweite den Abstand zwischen zwei Auflager- bzw. Aufhängepunkten eines Tragwerks. Da ein Auflagerpunkt in der Statik ebenso wie der Punkt in der Geometrie als ein Objekt ohne Ausdehnung verstanden wird, kann die Spannweite mit einem präzisen Längenmaß angegeben werden, das in der präzisen Form in der Tragwerksplanung verwendet wird.

## Steinbogenbrücke
Gemauerte Bogenbrücken ohne Gelenke wurden, da ihre theoretischen statischen Verhältnisse noch nicht bekannt waren, über Jahrhunderte aufgrund von Erfahrungswerten gebaut. Ihre Spannweite im Sinne des Abstands präzise definierter Auflagerpunkte ist daher nicht zu bestimmen. Deshalb wird bei ihnen als Spannweite des Brückenbogens meist der Abstand zwischen den Bogenenden an den Kämpfern angegeben.

## Zwei- und Dreigelenkbogen
Bei einem Zwei- oder Dreigelenkbogen wird die Entfernung der beiden unteren Kämpfergelenke, die in der Schwerachse des Bogens sitzen, als Spannweite oder Stützweite bezeichnet, die infolge der Stärke des Bogens größer ist als der Abstand der unteren Enden der Laibung.

## Lichte Weite
Oft wird mit Spannweite auch die Lichte Weite zwischen den Brückenpfeilern bezeichnet, die aber bei vorspringenden Pfeilern deutlich kleiner sein kann als der Abstand zwischen den Bogenenden. Der Abstand zwischen den Pfeilern besagt aber wenig, wenn die Pfeiler auf breiten Sockeln stehen, die den Zwischenraum weiter verengen. Auch der Abstand zwischen den Sockeln enthält nicht notwendigerweise eine Aussage über die für den gequerten Fluss oder die Fahrbahn zur Verfügung stehende Breite, wenn die Pfeiler am Hang über dem Ufer oder dem Talboden stehen.

## Balkenbrücke
Bei einer Balkenbrücke, deren Überbau vom Unterbau durch Lager getrennt ist, ist die Spannweite bzw. Stützweite durch den Abstand der Lagermitten festgelegt. Bei Rollenlagern ist es der Abstand der Achsen der Lagerrollen. Bei Lagern mit zwei Rollen oder Elastomerlagern ist es der Abstand der Lagerachsen. Die Lichte Weite einer Balkenbrücke ist deutlich kleiner, da die Pfeiler und Widerlager unter diesen Lagern wesentlich breiter sind als die Lager selbst.

## Pfeilerachsabstand
Bei Brücken mit mehreren Feldern und Pfeilern wird der Begriff Spannweite oft synonym, aber strenggenommen nicht korrekt, für die Pfeilerachsabstände verwendet. Die Achsen der Pfeiler sind ihre bei der Planung der Brücke zugrundegelegten vertikalen Mittelachsen, die dann für die weiteren Elemente der Brücke bestimmend sind, z. B. für die exakte Positionierung der häufig mehrere Meter starken Pfeiler und ihrer Fundamente, die Länge der einzelnen Fahrbahnträger, die Anordnung ihrer Lager und für die sich erst daraus ergebende Spannweite. Die Addition der Pfeilerachsabstände ergibt unmittelbar die Länge der Brücke zwischen den Widerlagern. Dagegen müsste die Summe der Spannweiten um die Abstände zwischen den Auflagern ergänzt werden, um zum gleichen Ergebnis zu kommen.

## Hängebrücke, Freileitung
Bei Hängebrücken befindet sich der statische Lagerpunkt meist in der Mittelachse der oft mehrere Meter starken Pylone, so dass die Spannweite der Hängebrücke der Achsabstand der Pylone ist, nicht aber die Länge des Brückendecks zwischen den Pylonen, die oft unscharf mit diesem Begriff bezeichnet wird.
Bei Hochspannungsleitungen wird als Spannweite zwischen 2 Masten der lineare Abstand zwischen den Montagepunkten der Isolatoren an den betrachteten Masten gemeint. Die Spannweite wird also alleine durch die Befestigungspunkte am Mastpaar an den Enden eines sog. Spannfelds festgelegt. Die so definierte Spannweite wird durch eventuelle Veränderungen der Geometrie der auf Zug montierten Isolatoren – ihre Länge, Richtung, Auslenkung – nicht beeinflusst. Deutlich länger als die geradlinig betrachtete Spannweite verläuft die krumme Länge das typisch durchhängende Leiterseils.